# Liste nordmazedonischer Zeitungen
Dies ist eine Liste nordmazedonischer Zeitungen.

## Überregionale Zeitungen

### Tageszeitungen
- Dnevnik (Дневник, Tagblatt)
- Vest (Вест, Nachrichten)
- Utrinski Vesnik (Утрински весник, Morgenzeitung)
- Vreme (Време, Die Zeit)
- Fakti (albanisch)
- Lajm (albanisch)
- Koha Ditore (albanisch)
- Nova Makedonija (Нова Македонија, Neues Mazedonien)
- Sport Press (Спорт Прес, Sport Presse)
- Večer

### Wochenzeitschriften
- Makedonsko Sonce (Македонско Сонце, Mazedonische Sonne)
- Forum
- Fokus
- Start
- Denes (Денес, Heute)
- Kapital
- Lobi (albanisch)